# Сулейман Мухадов
Сулейман Мухадов (туркм. Süleýman Muhadow, нар. 24 грудня 1993, Ашгабат) — туркменський футболіст, який грає на позиції нападника. Відомий за виступами в низці туркменських клубів, а також у складі національної збірної Туркменістану. Триразовий чемпіон Туркменістану, неодноразовий володар Кубка Туркменістану та Суперкубка Туркменістану, кращий бомбардир чемпіонату країни 2016 року.

## Клубна кар'єра
Сулейман Мухадов народився в Ашгабаті. Розпочав заняття футболом у місцевій футбольній школі «Олімп». З 2012 року молодий футболіст розпочав виступи в професійній столичній команді МТТУ. Наступного року Мухадов у складі студентського клубу став спочатку володарем Суперкубка Туркменістану, надалі його клуб став переможцем міжнародного турніру «Eskişehir Cup 2013», а за підсумками сезону Мухадов став разом із клубом чемпіоном Туркменістану та другим бомбардиром чемпіонату країни. У 2014 році Сулейман Мухадов став у складі команди володарем Кубка президента АФК та кращим бомбардиром турніру.
З початку 2015 року Сулейман Мухадов став гравцем іншого столичного клубу «Алтин Асир». Уже в лютому цього року він дебютував за новий клуб у Кубку АФК У цьому році футболіст став з новим клубом спочатку володарем Суперкубка Туркменістану, а пізніше й володарем кубка країни та чемпіоном Туркменістану. У наступному році Мухадов із своїм клубом знову став чемпіоном країни та володарем Кубку Туркменістану, а також став кращим бомбардиром чемпіонату країни.
Наступний сезон Мухадов розпочав у «Алтин Асирі», проте у середині сезону перейшов до клубу «Шагадам» з міста Туркменбаші, з яким став бронзовим призером першості країни. На початку 2018 року Сулейман Мухадов став гравцем клубу «Ахал». Уже на початку року Мухадов зумів допомогти своїй новій команді обіграти в Кубку АФК спочатку киргизький «Дордой», а пізніше таджицький «Худжанд», після чого «Ахал» вийшов до групового етапу турніру. Груповий етап турніру завдяки вдалій грі Мухадова туркменський клуб розпочав успішно, проте пізніше нападник виступав у цьому турнірі не так успішно, і туркменська команда вибула з турніру після групового етапу.
У серпні 2019 року АФК дискваліфікувала Мухадова на 4 роки за порушення допінгових правил на Кубку Азії 2019 року. Після відбуття дискваліфікації туркменський футболіст став гравцем таджицького клубу «Худжанд». 

## Виступи за збірні
Сулейман Мухадов дебютував у національній збірній Туркменістану 24 жовтня 2012 року в матчі зі збірною В'єтнаму, а 28 жовтня 2012 року забив свій перший м'яч за збірну в матчі зі збірною Лаосу. Усього нападник станом на листопад 2018 року зіграв 18 матчів за збірну, в яких відзначився 4 забитими м'ячами. Сулейман Мухадов також грав за молодіжну збірну Туркменістану, зокрема грав у її складі на Кубку Співдружності 2013 року.

## Особисте життя
Батько Сулеймана Мухадова, Чарияр Мухадов, також був відомим туркменським футболістом, нападником збірної Туркменистану.

## Досягнення
- Чемпіон Туркменістану (3): 2013, 2015, 2016.
- Володар Кубка Туркменістану (2): 2015, 2016.
- Володар Суперкубка Туркменістану (4): 2013, 2015, 2016, 2017.
- Володар Кубка президента АФК — 2014.
- Чемпіон Таджикистану (1): 2019
- Володар Кубка Таджикистану (1): 2019
- Кращий бомбардир чемпіонату Туркменістану — 2016 (29 м'ячів).